# Rudolf IV. (Anhalt)
Rudolf IV. von Anhalt (* um 1466; † 7. September 1510) genannt „der Tapfere“ aus dem Haus der Askanier war ein Fürst von Anhalt-Bernburg.

## Leben
Rudolf war ein Sohn des Fürsten Georg I. von Anhalt-Zerbst (1390–1474) aus dessen vierter Ehe mit Anna († 1513), Tochter des Grafen Albrecht von Lindau-Ruppin. Im Gegensatz zur anhaltischen Tradition studierte Rudolf an der Universität Mainz anstatt in Leipzig.
1470 hatte Sigismunds Vater die Regierung in die Hände seiner Söhne gelegt, die das Land 1471 teilten. Sigismund III. und Ernst erhielten Anhalt-Dessau, Georg II. und Waldemar VI. bekamen Anhalt-Köthen und  Rudolf, als jüngster der Brüder, sollte mit einer Geldsumme abgefunden werden. Den Landesteil Anhalt-Bernburg, der 1468 an das Haus gefallen war, sollten alle Brüder gemeinsam regieren.
Rudolf trat 1486 in die Dienste des römisch-deutschen Königs Maximilian I., der ihm allerdings den Sold säumig blieb. Rudolf geriet deshalb in Schulden und verschrieb seinen Landesteil gegen 3.000 Gulden an Kurfürst Friedrich von Sachsen. Rudolf genoss die besondere Gunst Maximilians I., der ihn zu seinem Rat und Oberstallmeister machte. Er wohnte dessen Königskrönung bei, wo er zum Ritter des Heiligen Römischen Reiches geschlagen wurde und begleitete später Maximilian in die Niederlande, wo beide in Gefangenschaft gerieten. Rudolf verblieb als Geisel, damit Maximilian befreit werden konnte. Dafür befreite der Kaiser das Haus Anhalt von der Beihilfe zum Reichskrieg. Rudolf hatte in den Niederlanden die Herrschaft Grobbendonk erworben und erhielt von Maximilian I. Kitzbühel zum Geschenk, welches er aber 1507 wieder abtrat.
Im Jahr 1495 erhielt Rudolf auf dem Reichstag zu Worms im Namen seiner Brüder und Vettern die königliche Belehnung mit dem anhaltischen Reichslehen. Rudolf unterdrückte im Auftrag Maximilians I. 1506 einen Aufstand in Ungarn und wurde im Jahr darauf im Krieg gegen Karl von Egmond Oberkommandierender der königlichen Armee. In dieser Funktion war er auch am Feldzug gegen die Republik Venedig und der Eroberung von Padua und Vicenza beteiligt. Er starb unverheiratet und kinderlos bei der Belagerung von Verona durch die Venezianer an einem hitzigen Fieber oder auch an Gift. Als besonderes Zeichen der Wertschätzung ordnete Kaiser Maximilian 1515 die Überführung des in der Kirche Sant’Anastasia in Verona bestatteten Leichnams in das Zisterzienserkloster Stams an, wo für den Verstorbenen in der Sigmundsgruft (sepultura, quae dictur Sigismundi) ein Grab bereitet wurde. 1525 wurden die sterblichen Überreste Rudolfs aus nicht näher bekannten Gründen nach Innsbruck übertragen, wo sie in der Franziskanerkirche beigesetzt wurden.